# Lvice Elsa
Lvice Elsa (c. 28. ledna 1956 – 24. ledna 1961) byla samice lva, kterou po osiření vychovávali Joy Adamsonová a její manžel George Adamson. Joy se rozhodla, že Elsu vychová tak, aby se mohla vrátit zpět do divočiny a přežít v ní. To se jí podařilo. Elsa postupně vešla ve všeobecnou známost díky několika knihám a filmům, které byly o jejím životě napsány a natočeny, především po klasickém díle Volání divočiny (Born Free).

## Život
Elsa a její sestry osiřely 1. února 1956, když byl George Adamson nucen zastřelit jejich matku. Ta ho totiž napadla při obraně svých několikadenních lvíčat. George až po její smrti zjistil, proč se chovala tak agresivně, a rozhodl se lvíčata zachránit. Spolu se svojí ženou Joy se o ně začali starat. Lvíčata dostala jména Elsa, Velká (Big One) a Lustica. Zatímco Velkou a Lusticu Adamsonovi po určité době odeslali do Zoo v Rotterdamu, Elsu si nechali a chovali se k ní nejprve jako k domácímu mazlíčkovi: krmili jí, mazlili se s ní, hráli si s ní. Posléze se ale Joy rozhodla, že lvici navrátí divočině. Začala ji učit lovit a brala ji do divočiny. Její úsilí bylo nakonec úspěšné, Elsa se stala nezávislou. Joy o tom napsala knihu Born Free (Volání divočiny), která oběma přinesla celosvětovou slávu. Když byly Else tři roky, stala se matkou tří mláďat pojmenovaných Jespah (samec), Gopa (samec) a Malá Elsa. Jejich život pak popisuje kniha Living Free.
Elsa zahynula předčasně, když podlehla babesióze. Tato choroba postihuje především kočkovité šelmy a přenáší se na ně přes klíšťata. Její hrob se nachází v Národním parku Meru v Keni. Elsa zahynula právě v době, kdy se postoj místních obyvatel vůči ní a jejím mláďatům začal měnit směrem k horšímu a Adamsonovi zvažovali jejich přesun. Po Elsině smrti se mláďata kontaktu s lidmi začala vyhýbat. Nakonec byla vypuštěna v Serengeti a jejich další osud je neznámý. George sice po 19 měsících objevil Malou Elsu ve společnosti dvou nepříbuzných lvů, ale to bylo naposledy, kdy Adamsonovi Elsina mláďata spatřili.

## Odkaz

### Knihy
| autor          | kniha                                        | kniha                                        | rok  | ISBN              | české vydání      | rok  | překlad           |
| -------------- | -------------------------------------------- | -------------------------------------------- | ---- | ----------------- | ----------------- | ---- | ----------------- |
| Joy Adamsonová | Born Free                                    | trilogie Born Free                           | 1960 | 1-56849-551-X     | Příběh lvice Elsy | 1968 | Milena Perglerová |
| Joy Adamsonová | Living Free: The story of Elsa and her cubs  | trilogie Born Free                           | 1961 | 0-00-637588-X     | Příběh lvice Elsy | 1968 | Milena Perglerová |
| Joy Adamsonová | Forever Free: Elsa's Pride                   | trilogie Born Free                           | 1962 | 0-00-632885-7     | Příběh lvice Elsy | 1968 | Milena Perglerová |
| Joy Adamsonová | Elsa: The Story of a Lioness                 | Elsa: The Story of a Lioness                 | 1961 |                   |                   |      |                   |
| Joy Adamsonová | The Searching Spirit: An Autobiography       | The Searching Spirit: An Autobiography       | 1978 | 0-00-216035-8     | Volání divočiny   | 1984 | Milena Perglerová |
| George Adamson | Bwana Game (VB), A Lifetime With Lions (USA) | Bwana Game (VB), A Lifetime With Lions (USA) | 1968 | 978-0-00-261051-3 | Můj život se lvy  | 1968 | Jan Silvín        |
| George Adamson | My Pride and Joy                             | My Pride and Joy                             | 1986 | 978-0-00-272518-7 | Můj život s Joy   | 1992 | Milena Perglerová |

### Televize a film
- Elsa and Her Cubs (1956), přednáškový film,[6] 25 minut;[7] vzácný filmové záběry Elsy a jejích mláďat.[zdroj?]
- Elsa the Lioness (1961), speciální díl seriálu Zoo Quest[8], 29 minut; dokument BBC z produkce Davida Attenborougha. Filmováno krátce před Elsinou smrtí. Sleduje Joy a George, jak hledají Elsu a její mláďata, poté, co byla zraněna v souboji s jinou lvicí. Dokument ukazuje i život jiných zvířat v Národním parku Meru.[9]
- Volání divočiny[10] (Born Free, VB / USA, 1966), 95 minut; v hlavních rolích Bill Travers a Virginia McKennaová – George Adamson byl technický poradce. Režie James Hill. Vítěz Oskara a Zlatého Glóbu.
- Divočina patří lvům[11][12] resp. Volání divočiny: Život na svobodě[12] (Living Free, VB, 1972), 87 minut; v hlavních rolích Susan Hampshireová a Nigel Davenport, natočeno podle knihy Forever Free.
- Zrozeni ke svobodě, resp. Volání divočiny[13] (Born Free, USA 1974), 13dílný televizní seriál natočený podle filmu, v hlavních rolích Gary Collins a Diana Muldaur.
- Volání divočiny: Nové dobrodružství (Born Free: A New Adventure, 1996), americký TV film inspirovaný Born free trilogií, ale s odlišným příběhem.[14]
- Elsa's Legacy: The Born Free Story (2010), 7. díl 29. řady seriálu Nature[15], 53 minut; dokument vytvořený u příležitosti 50 let od prvního vydání knihy Born Free.

- Elsa - lvice, která změnila svět[16] (Elsa - The Lioness that Changed the World, 2011), televizní dokument.